# Lijst van nummer 1-hits in Wallonië in 2005
Deze hits stonden in 2005 op nummer 1 in de Waalse Ultratop 40, de bekendste hitlijst in Wallonië.
| Datum        | Artiest                       | Titel                       |
| ------------ | ----------------------------- | --------------------------- |
| 1 januari    | Garou & Michel Sardou         | La rivière de notre enfance |
| 8 januari    | Garou & Michel Sardou         | La rivière de notre enfance |
| 15 januari   | Garou & Michel Sardou         | La rivière de notre enfance |
| 22 januari   | Starsailor                    | Four to the floor           |
| 29 januari   | Starsailor                    | Four to the floor           |
| 5 februari   | Starsailor                    | Four to the floor           |
| 12 februari  | Starsailor                    | Four to the floor           |
| 19 februari  | Solidarité Asie Tsunami 12-12 | Ensemble                    |
| 26 februari  | Solidarité Asie Tsunami 12-12 | Ensemble                    |
| 5 maart      | Amel Bent                     | Ma philosophie              |
| 12 maart     | Amel Bent                     | Ma philosophie              |
| 19 maart     | Amel Bent                     | Ma philosophie              |
| 26 maart     | Amel Bent                     | Ma philosophie              |
| 2 april      | Amel Bent                     | Ma philosophie              |
| 9 april      | Amel Bent                     | Ma philosophie              |
| 16 april     | Amel Bent                     | Ma philosophie              |
| 23 april     | Ilona Mitrecey                | Un monde parfait            |
| 30 april     | Ilona Mitrecey                | Un monde parfait            |
| 7 mei        | Ilona Mitrecey                | Un monde parfait            |
| 14 mei       | Ilona Mitrecey                | Un monde parfait            |
| 21 mei       | Ilona Mitrecey                | Un monde parfait            |
| 28 mei       | Ilona Mitrecey                | Un monde parfait            |
| 4 juni       | Ilona Mitrecey                | Un monde parfait            |
| 11 juni      | Ilona Mitrecey                | Un monde parfait            |
| 18 juni      | Ilona Mitrecey                | Un monde parfait            |
| 25 juni      | Ilona Mitrecey                | Un monde parfait            |
| 2 juli       | Ilona Mitrecey                | Un monde parfait            |
| 9 juli       | Ilona Mitrecey                | Un monde parfait            |
| 16 juli      | Crazy Frog                    | Axel F                      |
| 23 juli      | Crazy Frog                    | Axel F                      |
| 30 juli      | Crazy Frog                    | Axel F                      |
| 6 augustus   | Crazy Frog                    | Axel F                      |
| 13 augustus  | Crazy Frog                    | Axel F                      |
| 20 augustus  | Crazy Frog                    | Axel F                      |
| 27 augustus  | Crazy Frog                    | Axel F                      |
| 3 september  | Crazy Frog                    | Axel F                      |
| 10 september | Crazy Frog                    | Axel F                      |
| 17 september | Crazy Frog                    | Axel F                      |
| 24 september | Crazy Frog                    | Axel F                      |
| 1 oktober    | Crazy Frog                    | Axel F                      |
| 8 oktober    | Crazy Frog                    | Axel F                      |
| 15 oktober   | Star Academy 5                | Je ne suis pas un héros     |
| 22 oktober   | Crazy Frog                    | Popcorn                     |
| 29 oktober   | Crazy Frog                    | Popcorn                     |
| 5 november   | Lââm                          | Petite souer                |
| 12 november  | Lââm                          | Petite souer                |
| 19 november  | Madonna                       | Hung up                     |
| 26 november  | Madonna                       | Hung up                     |
| 3 december   | Madonna                       | Hung up                     |
| 10 december  | Madonna                       | Hung up                     |
| 17 december  | Madonna                       | Hung up                     |
| 24 december  | Madonna                       | Hung up                     |
| 31 december  | Madonna                       | Hung up                     |